# Cratere Askr
Askr è un cratere sulla superficie di Callisto.